# Гвюдьоун Бальдвинссон
Гвюдьоун Бальдвинссон (исл. Guðjón Baldvinsson; род. 15 февраля 1986, Гардабайр, Исландия) — исландский футболист. Наиболее известен своими выступлениями за «Стьярнан» и «Рейкьявик». Двукратный обладатель Кубка Исландии и однократный чемпион Исландии.

## Карьера
Гвюдьоун родился в Гардабайре и начал свою карьеру в 2003 году в клубе «Стьярнан». В 2008 году он подписал контракт с «Рейкьявиком», а в 2009 году перешёл в шведский «ГАИС». Спустя год он вернулся в «Рейкьявик». В 2012 году Бальдвинссон перешёл в шведский «Хальмстад». В 2015 году подписал контракт с датским «Нордшелланом» и через полгода вернулся в исландский «Стьярнан». В январе 2018 года он перешёл на правах аренды в клуб Индийской суперлиги «Керала Бластерс». В 2021 году перешёл из «Стьярнана» в «Рейкьявик». 1 января 2022 года завершил карьеру игрока.

## Международная карьера
Гвюдьоун дебютировал за сборную Исландии в марте 2009 года.

## Достижения
«Рейкьявик»
- Обладатель Кубка Исландии: 2011
- Чемпион Исландии: 2011

«Стьярнан»
- Обладатель Кубка Исландии: 2018